# Minerální pramen Dolní Paseky
Minerální pramen Dolní Paseky je volně přístupný minerální pramen v Dolních Pasekách, místní části města Aš v okrese Cheb v Karlovarském kraji.

## Přírodní poměry
Pramen vyvěrá v severovýchodní části Ašského výběžku při pravém břehu Bílého Halštrova, přibližně 1,5 km východně od česko-saské hranice.
Nachází se v Ašské vrchovině v geomorfologickém celku Smrčiny v severovýchodní části přírodního parku Halštrov.
Horninové podloží vývěru v nivních sedimentech Bílého Halštrova tvoří převážně svory a pararuly krušnohorsko-smrčinského krystalinika. Osamocený pramen je svým chemickým složením, zejména obsahem  Glauberovy soli, podobný minerálním pramenům ve Františkových Lázních, bývá však spolu se severněji vyvěrajícím minerálním pramenem v Doubravě řazen ke skupině kyselek v širší oblasti saských lázní Bad Elster a Bad Brambach.

## Historie
Pramen je zmiňován již ve 12. století a již v 16. století byl považován za léčivý.

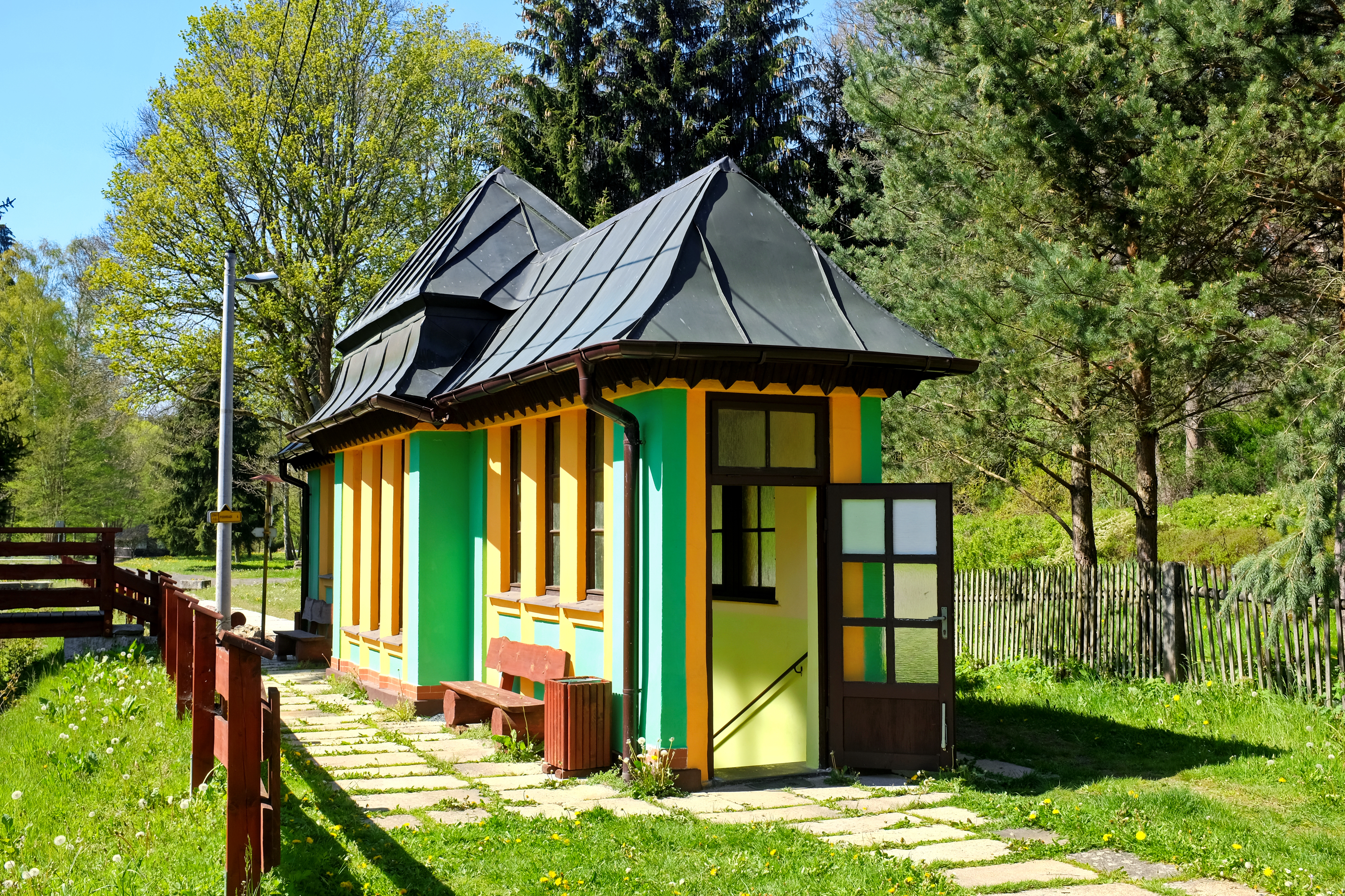
Opravený pavilon v květnu 2019

Pramen je zachycen už na mapě Ašska z roku 1716. Minerálka byla oblíbeným nápojem místních obyvatel, kteří ji plnili do lahví a vozili zákazníkům do Aše.
V roce 1870 nechal minerálku analyzovat ašský továrník Gustav Geipel a nad pramenem postavil dřevěný altán. V roce 1930 byl altán přestavěn na zděný pavilon ve stylu art deco. 
Pramen je zachycen v mělké jímce a odběrné místo vyvedeno do přelivové vázy kryté šestibokým oplechovaným hranolem. K odběru se z průchozího protáhlého zastřešeného pavilonu schází k přelivové váze po schodech ze dvou opačných stran. U pramene jsou umístěny lavičky a o místo pečují místní chataři a chalupáři.
V listopadu 2017 přestal pramen vytékat a odborníci zjistili, že příčinou problémů byl na třech místech proražený jímací zvon. K poškození nejspíš došlo již při dřívějších opravách betonem, který se ovšem rozpadl. K podobné situaci došlo i v roce 2015, kdy se voda rovněž ztratila, aby po nějakém čase zase začala téct.
Během několika měsíců v první polovině roku 2018 provedlo  město Aš opravu jímání i pavilonu. Rovněž bylo upraveno bezprostřední okolí, včetně úpravy příjezdové cesty i okolních chodníků. Obnoveno bylo původní odkanalizování a postaven nový můstek přes Bílý Halštrov. Opraven a nově zastřešen byl i pavilon nad pramenem. Přelivná váza dříve krytá skleněnou kopulí byla nahrazena nerezovou. Dne 12. června 2018 byl pramen znovu otevřen pro veřejnost.

## Vlastnosti a složení
Teplota pramene mírně kolísá mezi 8 až 9,6 °C, celková mineralizace činí 4 290 mg/litr. Obsah rozpuštěného oxidu hličitého je okolo 1 800 mg/litr, což dodává minerálce příjemnou chuť. Minerální voda má mírně zvýšený obsah oxidu křemičitého (SiO2) v hodnotě 37 mg/litr. Hodnota pH je 5,3. Má mírnou radioaktivitu stopovou přítomností stroncia. Vydatnost je poměrně nízká, podle měření z roku 1974 činí 1,2 litrů/min. Pramen má údajně blahodárný vliv na potenci a dlouhověkost. Zdejší obyvatelé, kteří vodu pili, se prý dožívali velmi vysokého věku. Pití je doporučováno při svalovém revmatismu a poruchách látkové výměny.

## Přístupnost
Minerální pramen je volně přístupný. Podle tabule na vstupních dveřích lze minerálku odebírat v omezeném časovém období. Okolo pramene vede žlutě a zeleně značená turistická trasa. Obě trasy se kříží u zděného pavilonu s vývěrem minerálky. K prameni vede i cyklostezka, místy vedená po turisticky značených cestách. Nedaleko altánu je u jižního okraje Dolních Pasek menší parkoviště.